# قرية الولجة (جازان)
قرية الولجة هي قرية تاريخية بمحافظة الداير بمنطقة جازان جنوب المملكة العربية السعودية و يتعدى عمرها 700 عام.

## الوصف
القرية تتكون من مجموعة من البيوت و يتوسطها برج عالي يتميز بتصممه المميز و فن معماري عربي جنوبي و تحوي نقوش تاريخية لعصور مختلفة.

## انظر ايضًا
- جازان.
- محافظة الدائر.
- قرى أثرية في السعودية.
- قائمة الآثار والمواقع الأثرية في السعودية.